# 필레오피시
필레오피시(Filet-O-Fish)는 국제적인 패스트 푸드 식당 체인점 맥도날드가 판매하는 피시버거이다. 1962년 오하이오주 신시내티의 맥도날드의 프랜차이즈 소유주 로우 그로엔이 개발하였으며, 이는 로마 가톨릭교회에서 금요일마다 육고기를 삼가는 관습으로 인한 금요일 햄버거 판매량 감소에 대응한 것이었다.
맛을 만족시키고 공급 부족을 해결하기 위해 샌드위치의 생선 성분이 해를 거듭함에 따라 변화하였으나 기본이 되는 성분 틀은 그대로 유지되고 있다. 재료로는 생선살(명태) 필레 튀김, 스팀 번, 타르타르 소스, 살균된 슬라이스 치즈가 들어간다.
대한민국에서는 맥도날드 첫 진출 때부터 있었던 메뉴였다가 2000년대 말 단종되었고, 2021년 4월 1일 재출시되었다. 대한민국에서 친숙한 생선인 명태살로 만든 패티를 사용하고 있다.